# CKCO-DT
CKCO-DT (connu en ondes sous le nom de CTV ou CTV Kitchener) est une station de télévision canadienne située à Kitchener, en Ontario. Détenue par Bell Média, elle fait partie du réseau CTV.

## Télévision numérique terrestre et haute définition
CKCO a d'abord fourni un signal haute définition via Vidéotron et Rogers dès le 1er décembre 2009. CKCO a cessé d'émettre en mode analogique dans la région d'Ontario le 31 août 2011 à 0h05, après le bulletin de nouvelles et a commencé à diffuser en mode numérique sur le canal 13 quelques minutes plus tard. Les 3 autres antennes continuent de diffuser en mode analogique pour l'instant.

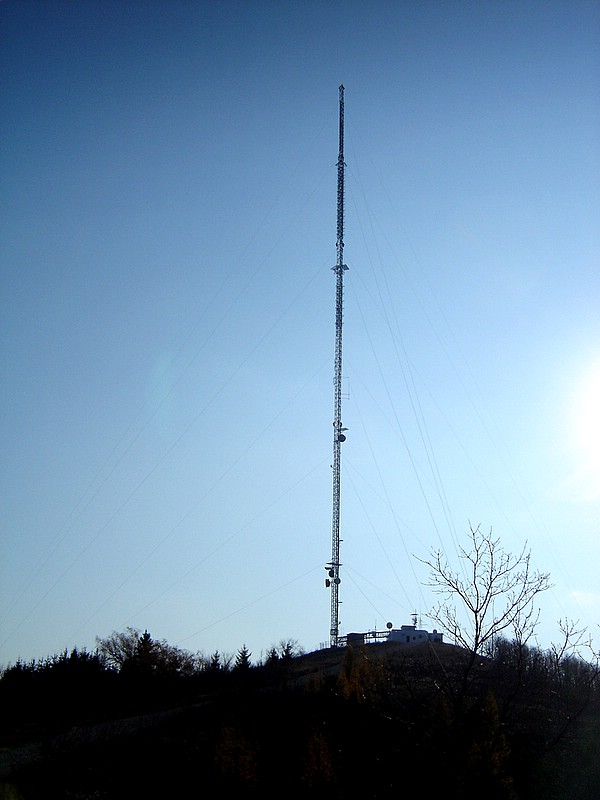
L'antenne de CKCO